# Vinton (Virginia)
Vinton è un comune degli Stati Uniti d'America, situato nello Stato della Virginia, nella Contea di Roanoke.